# アンヌン
アンヌン（Annwn）またはアンヌヴン（Annwfn）は、ウェールズの神話に描かれている異界。牧歌的な豊穣の理想郷とも、黄泉の世界であるとも言われている。
マビノギオンの最初の物語『ダヴェドの大公プイス』によれば、アンヌンの支配者は灰色の衣を纏ったアラウンという王である。ウェールズ南部の王国ダヴェドの大公プイスはアラウンと出会い、その代理としてもう一人の異界の王ハヴガンを打ち倒してアンヌン全土を平定したため、彼もまた「アンヌンの王」という称号を得ている。
アーサー王物語に登場するアヴァロンはアンヌンと同一視されることがある。
死者を復活させる魔法の大釜が存在するが、大釜を守る9人の乙女（アヴァロンに棲む9姉妹と共通）の呼吸が必要である。